# Orionov kompleks molekularnih oblakov
Orionov kompleks molekularnih oblakov (pogosto krajše imenovan Orionov kompleks) je velika skupina svetlih meglic, temnih oblakov in mladih zvezd. Nahaja se v ozvezdju Orion. Leži med 1500 in 1600 svetlobnih let proč. Mnoge njegove dele lahko vidimo z daljnogledom ali manjšim teleskopom, Orionova meglica pa celo s prostim očesom. 
Orionov kompleks se razteza od Koscev do Orionovega meča. Je eno najaktivnejših področij rojevanja zvezd na nebu in dom zelo mladim zvezdam. Je zelo svetel v infrardeči svetlobi, saj ga razgreva proces rojevanja zvezd.
Orionov kompleks vsebuje tudi temne meglice, emisijske meglice, reflekcijske meglice in področja H II.